# Муке, Жюль
Жюль Муке (фр. Jules Mouquet; 10 июля 1867, Париж — 25 октября 1946, Париж) — французский композитор.
Окончил Парижскую консерваторию, ученик Теодора Дюбуа и Ксавье Леру. В 1896 г. был удостоен Римской премии за кантату «Мелюзина», в 1905 г. разделил с Луи Бриссе премию Тремона. В 1913 г. вернулся в консерваторию в качестве профессора гармонии. Одним из его учеников был Лео Поль Морен.
Творчество Муке находится на стыке позднеромантической и импрессионистической традиций, будучи в то же время не чуждо и неоклассических веяний (в частности, его постоянное обращение к античным мотивам прочитывается как жест фронды по отношению к вагнерианскому культу скандинавского эпоса). Ему принадлежат симфонические поэмы «Диана и Эндимион» и «Персей и Андромеда», различные камерные сочинения, среди которых много произведений для различных духовых инструментов. Наибольшей известностью пользуется соната для флейты и фортепиано «Флейта Пана» (фр. La Flûte de Pan) Op. 15 (1906), записанная, в частности, Джеймсом Голуэем.